# Kamin
Kamin (njem. Kamin, tal. camino, koji dolazi od lat. caminus, i iz grč. ϰάμıνος: peć, srodno s ϰαμάρα: svod) je otvoreno sobno ognjište koje prostoriju grije vatrom, djelomično smješteno u niši u zidu i izravno spojeno s dimnjakom. Podrijetlo vuče od drevnog otvorenog ognjišta u središtu prostorije. Kamin se od 12. stoljeća smješta se uza zid ili u kut prostorije. Čest je u dvoranama srednjovjekovnih burgova (vlastelinski grad ili zamak), a od 14. stoljeća i u kućama imućnijih građana. Izbočeni dio (konzole, arhitrav, natkrov, zid nad kaminom) umjetnički je oblikovan, ovisno o stilskome razdoblju. Najraskošnije dekorirani primjerci sa skulpturama, reljefima i heraldičkim motivima izvedenima u kamenu, mramoru, štuku, inkrustacijama u kovinama, intarzijama i rezbarijama u skupocjenim vrstama drva potječu iz doba renesanse i baroka.
Kamini su najstarije peći za grijanje s otvorenim ložištem. Zagrijavanje prostorije nastaje pretežno zračenjem topline. Stupanj iskoristivosti ovog grijanja jest svega od 10 do 15%, jer se najveći dio topline odvodi s dimnim plinovima kroz dimnjak. Grijanjem kaminom postizava se dobro provjetravanje, ali nedovoljno zagrijavanje prostorije. Kamini se danas rijetko upotrebljavaju, i to samo kao dodatno grijanje, a ponekad radi ukrasa (dekoracije).

## Kamin na Jadranu
U jadranskim seoskim kućama otvoreno ognjište ili komin smješteno je uz začelni zid kuhinje. Moglo je biti posve jednostavno, napravljeno od nabijene zemlje i uzdignuto samo dvadesetak centimetara od tla, ali i nešto povišenije, s ložišnom pločom od opeka u drvenu okviru, položenom na pedesetak cm visoke drvene noge. Bilo je i ognjišta visokih do osamdesetak centimetara, s udubljenjem u prednjoj plohi za odlaganje pepela i ogrjevnoga drva. Ognjište je bilo opskrbljeno polupiramidalnim natkrovljem (napa) kojim se dim s ložišta usmjeravao prema dimnjaku te visećim lancem (komoštre) za prihvat lonaca.

## Vanjske poveznice
|  | Zajednički poslužitelj ima još gradiva o temi Kamin |